# Palmetto Bay (Florida)
Palmetto Bay is een plaats (village) in de Amerikaanse staat Florida, en valt bestuurlijk gezien onder Miami-Dade County.
Palmetto Bay omvat drie buurten die voorheen cencus-designated places waren, Cutler, Rockdale en East Perrine.

## Geschiedenis

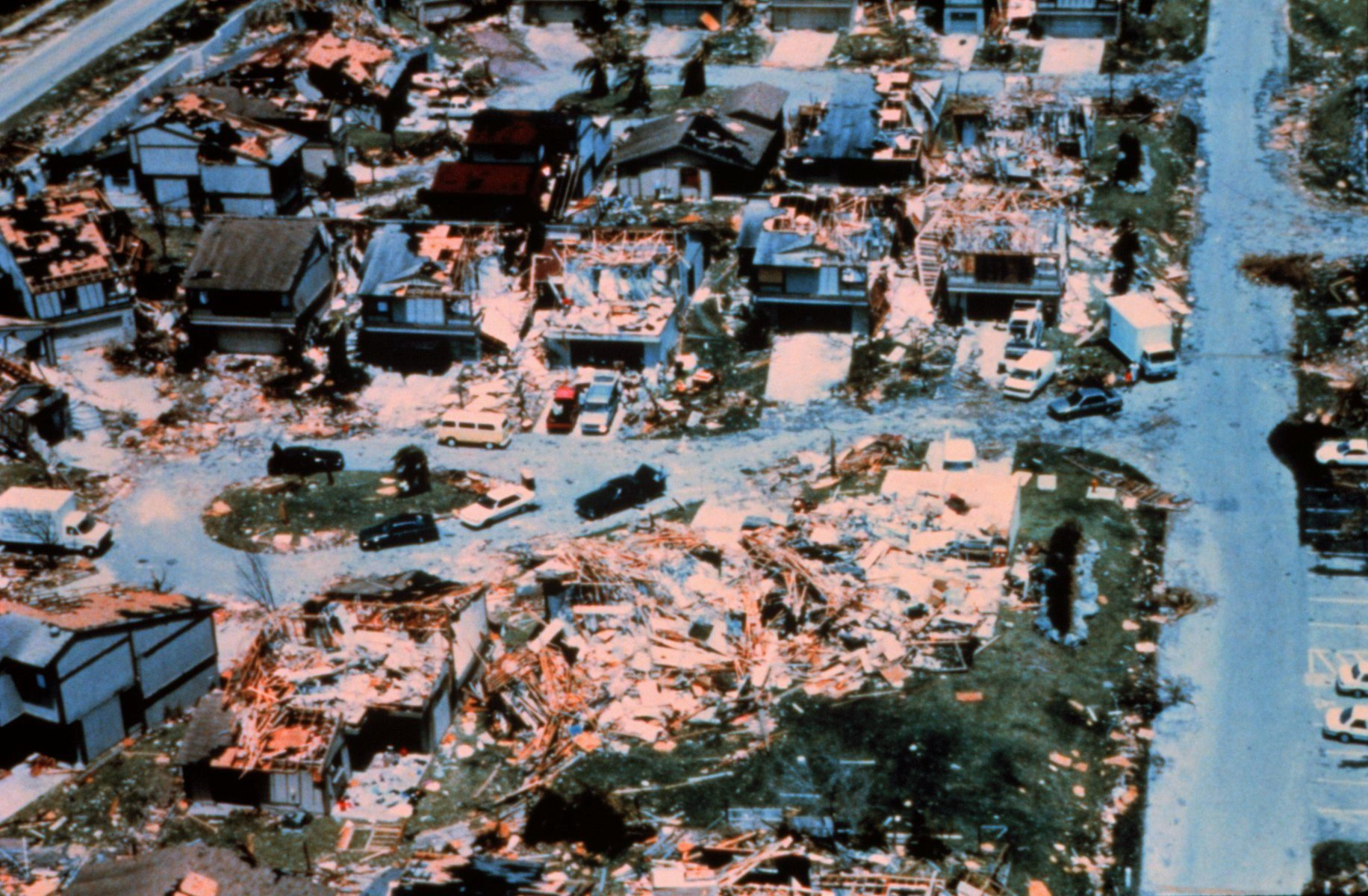
Schade veroorzaakt door orkaan Andrew in Lakes by the Bay

In augustus 1992 werden Palmetto Bay en het omliggende gebied van zuid Miami-Dade County zwaar beschadigd door orkaan Andrew. Veel van de huizen in Palmetto Bay waren verwoest. In de jaren daarna werd het gebied langzaam weer opgebouwd. Hoewel veel delen van Miami zwaar werden getroffen door de orkaan Andrew, was Palmetto Bay een van de zwaarst getroffen en herinnert het nog steeds aan de grote ramp die de orkaan in de stad heeft veroorzaakt.

## Geografie
Palmetto Bay ligt net ten westen van Biscayne Bay.
Volgens het United States Census Bureau heeft Palmetto Bay een totale oppervlakte van 22,6 km². 22,5 km² bestaat uit land en 0,1 km² is water. 

## Demografie

### 2020 census
| Etniciteit                            | Aantal | Percentage |
| ------------------------------------- | ------ | ---------- |
| Blank (NH)                            | 9.287  | 38,0%      |
| Zwart of Afro-Amerikaans (NH)         | 1.131  | 4,63%      |
| Native American of Alaska Native (NH) | 16     | 0,07%      |
| Aziatisch (NH)                        | 1,157  | 4,73%      |
| Pacifische eilandbewoner (NH)         | 2      | 0,01%      |
| Anders (NH)                           | 122    | 0,5%       |
| Gemengd (NH)                          | 800    | 3,27%      |
| Hispanic of latino                    | 11.924 | 48,79%     |
| Totaal                                | 24.439 |            |

Tijdens de Amerikaanse volkstelling van 2020 woonden er 24.439 mensen, 7.459 huishoudens en 6.307 gezinnen in Palmetto Bay. 